# Schloss Stöckach

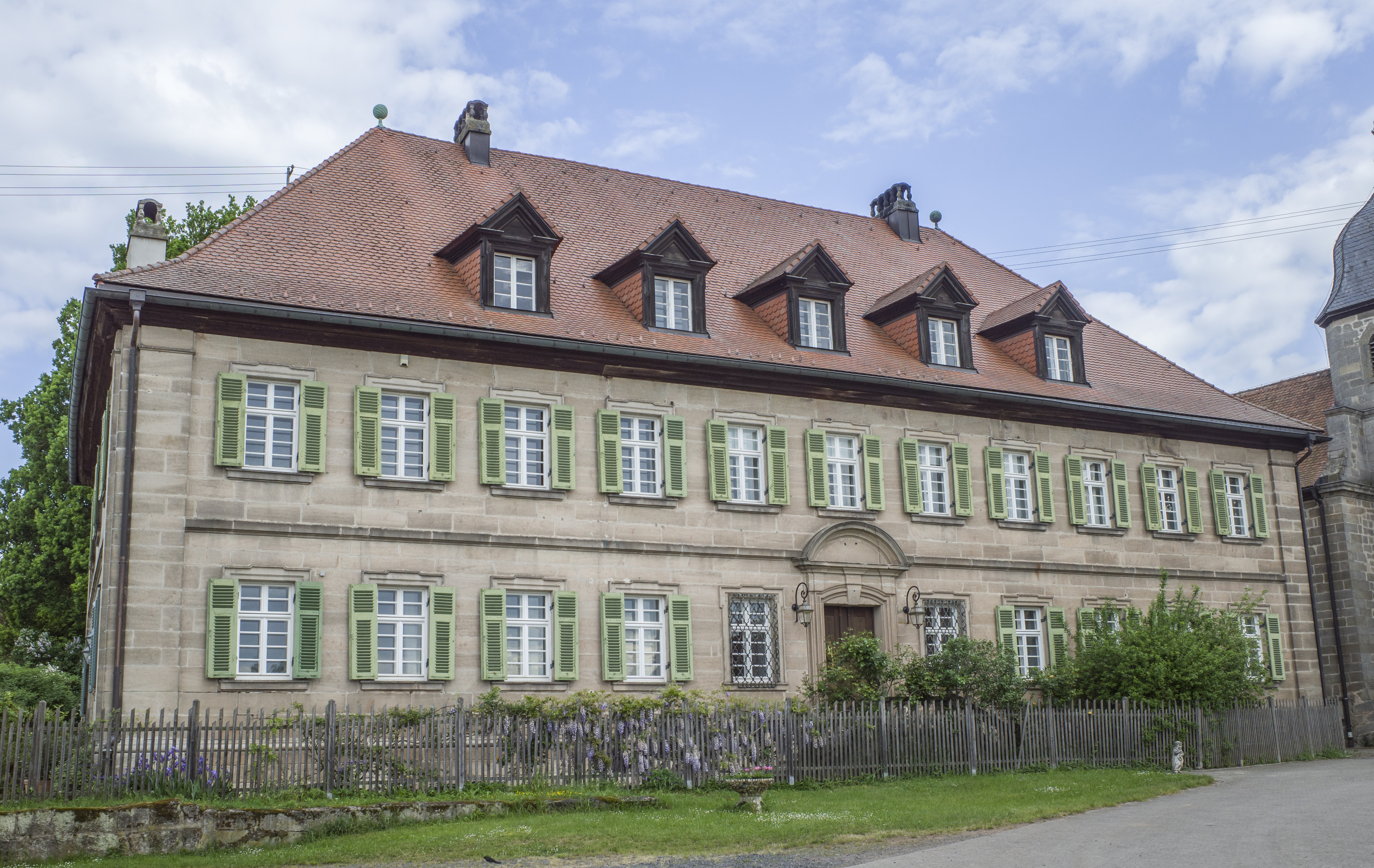
Schloss Stöckach

Das Schloss Stöckach ist ein denkmalgeschütztes Bauwerk, das im Gemeindeteil Stöckach der Gemeinde Bundorf im Landkreis Haßberge (Unterfranken, Bayern) steht. Das Schloss ist unter der Denkmalnummer D-6-74-120-32 als Baudenkmal in die Bayerische Denkmalliste eingetragen.

## Beschreibung
Das Schloss, ein zweigeschossiger Massivbau aus Quadermauerwerk, der mit einem Walmdach mit Dachgauben bedeckt ist, wurde in den Jahren 1730 bis 1733 für die Freiherren von Hettersdorf gebaut. Im Obergeschoss befinden sich Räume, die mit Supraporten über den Türen und Stuck verziert sind.